# Lethocolea pansa
Lethocolea pansa är en bladmossart som först beskrevs av Thomas Taylor, och fick sitt nu gällande namn av G.A.M.Scott och K.G.Beckm.. Lethocolea pansa ingår i släktet Lethocolea och familjen Acrobolbaceae. Inga underarter finns listade i Catalogue of Life.